# 스피로스 포카스
Spiros Focás(Spiros Focás, 1937년 8월 17일 ~ 2023년 11월 10일)는 그리스의 영화배우이다.

## 영화
- 람보 3 (1988년)
- 록키 4 (1985년)
- 로코와 그 형제들 (1960년)